# Уллубиево
Уллубиево (или О.п. 2336 км) — остановочный пункт (бывшая железнодорожная станция) Северо-Кавказской железной дороги в Карабудахкентском районе Дагестана. Располагается на линии Махачкала — Дербент.
На платформе «О.п. 2336 км» (в служебных расписаниях движения пригородных поездов Северо-Кавказской железной дороги с 2008 года остановочный пункт Уллубиево обозначается как «О.п. 2336 км ПК 7») имеют остановку 2 пары электропоездов маршрута Махачкала — Дербент ежедневно.
В границах территории станции на площади 9,9 га расположен детский оздоровительный лагерь «Ласточка», принадлежавший ОАО РЖД.

## История
В 1900 году в 5,5 км к востоку от аула Буйнак (Уллу-Бойнак) Карабудах-Кентского наибства Темир-Хан-Шуринского округа была открыта железнодорожная станция новой линии Петровск-Порт — Дербент Владикавказской железной дороги, получившая название от указанного аула.
Во время гражданской войны в окрестностях станции действовал красный партизанский отряд Кадриса Шихшабекова.
6 августа 1927 года станция Буйнак Северокавказской железной дороги была переименована в станцию Уллубиево в честь революционера Буйнакского Уллубия Данияловича. Одновременно с этим в Станцию Уллубиево был переименован и сложившийся вокруг станции населённый пункт. Аул Буйнак также был переименован в Уллубийаул.
По состоянию на 1 июня 1941 года перегон Ачи — Уллубиево являлся однопутным, в то время как перегон Уллубиево — Изберг (Избербаш) — двухпутным (двухпутной вставкой на однопутном участке Тарки — Дербент).
Во время Великой Отечественной войны летом 1942 года в районе станции Уллубиево формировалась 337-я стрелковая дивизия ВС СССР.
После прокладки во второй половине 1950-х годов второго пути на всём протяжении линии между Гудермесом и Дербентом необходимость в разъезде отпала. К июню 1961 года Уллубиево приобрело статус остановочного пункта.
В 1978 году была произведена электрификация переменным током напряжением 25 кВ участка Дербент — Махачкала.

## Достопримечательности
- В 2 км к востоку от станции находится объект культурного наследия памятник археологии «Уллубиевский могильник».[16]